# Heinz Dietrich Metzger
Heinz Dietrich Metzger (* 19. Juli 1926 in Urach; † 1. Dezember 2023 in Ebersbach) war ein württembergischer evangelischer Pfarrer und Gesangbuchforscher.

## Leben und Wirken
Heinz Dietrich Metzger, Sohn des evangelischen Pfarrers und späteren Prälaten bzw. Oberkirchenrats Wolfgang Metzger (1899–1992), studierte nach Kriegsdienst als Flakhelfer im Zweiten Weltkrieg und Kriegsgefangenschaft Evangelische Theologie an der Eberhard Karls Universität Tübingen und der Universität Göttingen. Zunächst war er als Musikrepetent am Evangelischen Stift Tübingen tätig. Im Pfarrdienst der Evangelischen Landeskirche in Württemberg wirkte Metzger zunächst als Pfarrer in Pfaffenhofen und von 1962 bis 1969 an der Pauluskirche in Schorndorf. Ab 1969 wurde er Pfarrer und Dozent an der Hochschule für Kirchenmusik Esslingen; außerdem lehrte er an der Staatlichen Musikhochschule Stuttgart und der Musikhochschule Trossingen. Sein Lehrgebiet war hier vor allem der Bereich der Liturgik und Hymnologie. Da Metzger ein Experte vor allem zur Geschichte des Gesangbuchs in Württemberg geworden war, wurde ihm während seines Ruhestandes der Auftrag erteilt, die sehr umfangreiche Sammlung von Gesangbüchern in der Württembergischen Landesbibliothek zu katalogisieren. Aus diesem Projekt entstand ein fast 900 Seiten umfassendes Gesamtverzeichnis, das 2002 im Druck erschien und ca. 8.000 Einträge umfasst. Metzger veröffentlichte außerdem weitere kleinere wissenschaftliche Arbeiten zur Gesangbuchgeschichte.

## Veröffentlichungen
- Bemerkungen zur Eröffnung des Gottesdienstes. In: Heinrich Riehm (Hrsg.): Festschrift für Frieder Schulz. Freude am Gottesdienst. Heidelberg 1988, S. 93–100.
- Zwei Tübinger Ausgaben des Württembergischen Gesangbuchs von 1631 und 1629. In: Musik in Baden-Württemberg. Jahrbuch, Bd. 2 (1995), S. 119–125.

- Das Gesangbuch-Corpus der Evangelischen Landeskirche in Württemberg. In: Helmut Völkl (Hrsg.): Kirchenmusik als Erbe und Auftrag. Festschrift zum 50jährigen Bestehen der Hochschule für Kirchenmusik Esslingen der Evangelischen Landeskirche in Württemberg. Carus, Stuttgart 1995, S. 127–136, ISBN 3-923053-43-6.

- Ein handgeschriebenes Gesangbuch aus Effringen um 1553. In: Reiner Nägele (Hrsg.): „... das heilige Evangelion in Schwang zu bringen“. Das Gesangbuch. Geschichte – Gestalt – Gebrauch. Württembergische Landesbibliothek, Stuttgart 1996, S. 62–76, ISBN 3-88282-045-4.
- Württembergische Gesangbücher: »... Christliche Gesäng. Auß gnädigem Befelch«. In: Otto Borst (Hrsg.): Geschichte als Musik (= Stuttgarter Symposion, Bd. 7). Silberburg-Verlag, Tübingen 1999, S. 88–107 u. s. 267–270, ISBN 3-87407-317-3.

- Gesangbücher in Württemberg. Bestandsverzeichnis (= Repertorien zur deutschen Literaturgeschichte, Bd. 20 / Musik in Baden-Württemberg. Quellen und Studien, Bd. 6). Metzler, Stuttgart 2002, ISBN 3-476-01865-2.
- Die Gesangbuchdrucke von 1616 des Buchhändlers Paul Ledertz zu Straßburg. In: Jahrbuch für Liturgik und Hymnologie, Bd. 45 (2006), S. 183–192.
- Beiträge zur Gesangbuchgeschichte in Württemberg (= Kleine Schriften des Vereins für Württembergische Kirchengeschichte, Bd. 9). Verein für württembergische Kirchengeschichte, Stuttgart 2011, ISBN 978-3-923107-48-3.